# 韦军
韦军（？—），男，壮族，中华人民共和国政治人物。现任广西体育高等专科学校体育与教育学院院长。第十四届全国政协委员。